# Herbert Wehner
Herbert Richard Wehner (Dresden, 11 juli 1906 – Bonn, 19 januari 1990) was een Duits politicus.
Wehners vader was actief in de vakbeweging en was lid van de Sozialdemokratische Partei Deutschlands (SPD). Wehner was radicaler dan zijn vader en werd in 1927 lid van de Kommunistische Partei Deutschlands (KPD). Hij werd in 1930 gekozen in de landdag van Saksen. In de KPD maakte hij snel carrière en ging een jaar later voor Walter Ulbricht in Berlijn werken.
Na de machtsovername door de nationaalsocialisten in 1933 kon de KPD slechts in de illegaliteit werken. Wehner week uit naar het Saargebied dat in die tijd geen deel uitmaakte van het Duitse Rijk. Hij werkte hier samen met Erich Honecker.
In 1937 week Wehner uit naar Moskou, waar hij deelnam aan de Comintern. De tijd van de zuiveringen kwam Wehner in tegenstelling tot veel andere Duitse communisten onbeschadigd door. Omstreden is zijn rol bij de veroordeling van de Duits-Joodse schrijver Helmut Weiß, die tot tien jaar strafkamp werd veroordeeld. Wehner was namelijk informant van de NKVD en hij verschafte onder andere informatie over het netwerk rondom de Duitse communist Erich Wollenberg, die reeds in ongenade was gevallen, waaronder de journalist Werner Hirsch en Zenzl Mühsam, de vrouw van de in nazi-Duitsland vermoorde anarchist Erich Mühsam.
In 1941 werd hij door de Partij naar het destijds neutrale Zweden gestuurd met de opdracht om van Zweden uit naar Duitsland te reizen om het communistische verzet in Duitsland te organiseren. In 1942 werd Wehner door de Zweedse autoriteiten aangehouden en vanwege spionage tot één jaar tuchthuis veroordeeld. De KPD verdacht Wehner ervan dat hij zich via zijn arrestatie aan zijn partij-opdracht had onttrokken en zette hem uit het Politbureau. Wehner verklaarde later dat hij tijdens zijn gevangenschap tot een breuk met het communisme gekomen was.
Bij zijn terugkeer in Duitsland in 1946 werd Wehner lid van de sociaaldemocratische SPD. In 1949 werd hij voor een Hamburgs kiesdistrict lid van de Bondsdag, het West-Duitse parlement. Hij bleef tot 1983 parlementslid. Naast zijn lidmaatschap van de Bondsdag was hij van 1952 tot 1958 lid van het Europees Parlement. In 1959 was hij betrokken bij het Godesberger Programm van de SPD, waarbij de marxistische opvattingen van de partij werden verlaten.
In 1966 werd hij minister voor Duits-Duitse aangelegenheden. Met het aantreden van de regering van Willy Brandt in 1969 werd Wehner fractievoorzitter van de SPD. De fractiediscipline werd door hem met harde hand gehandhaafd.
Zijn stijl van debatteren was grof. Wehner heeft het record op zijn naam staan met 80 Ordnungsrufe, terechtwijzingen van de parlementsvoorzitter.
Herbert Wehner overleed in 1990 na een langdurige ziekte op 83-jarige leeftijd.
- Bibliothèque nationale de France: cb12022846v (data)
- CiNii: DA00492211
- Gemeinsame Normdatei: 118629972
- International Standard Name Identifier: 0000 0001 2136 3968
- Library of Congress Control Number: n50022728
- MusicBrainz: f6ec1f18-333a-46ff-b006-0d809a90efa5
- Bibliotheek van het Japanse parlement: 00621635
- Nationale Bibliotheek van Tsjechië: skuk0001471
- Nationale Bibliotheek van Israël: 987007462872905171
- Nationale Bibliotheek van Polen: a0000002174080
- Nederlandse Thesaurus van Auteursnamen: 068404034
- LIBRIS: 224300
- SNAC: w6s18tf3
- Système universitaire de documentation: 028382161
- Virtual International Authority File: 64018954
- WorldCat: E39PBJgxrc4McTVg96rVhWtkDq